# Bezirk Hérens
Zum District d’Hérens (deutsch Bezirk Ering) im Kanton Wallis (Hauptort Vex) gehören folgende Gemeinden: (Stand: 1. Januar 2017)
| Wappen       | Name der Gemeinde | Einwohner (31. Dezember 2023) | Fläche in km² | Einw. pro km² |
| ------------ | ----------------- | ----------------------------- | ------------- | ------------- |
| Ayent        | Ayent             | 4350                          | 55,34         | 79            |
| Evolène      | Evolène           | 1670                          | 209,89        | 8             |
| Hérémence    | Hérémence         | 1491                          | 107,46        | 14            |
| Mont-Noble   | Mont-Noble        | 1174                          | 43,45         | 27            |
| Saint-Martin | Saint-Martin (VS) | 841                           | 37,00         | 23            |
| Vex          | Vex               | 1929                          | 13,05         | 148           |
| Total (6)    | Total (6)         | 11'455                        | 466,19        | 25            |

Das Tor zum Bezirk Ering bilden die berühmten Erdpyramiden von Euseigne, steile Gesteinstürme mit Felsbrocken als Krone. Dahinter öffnet sich ein kesselartiges, grünes Hochtal, eingerahmt von einem Gipfelkranz und dominiert von der mächtigen Dent Blanche. In den Bergdörfern Evolène, Les Haudères und Arolla haben sich die Walliser Traditionen erhalten.
Im Seitental Val d’Hérémence befindet sich die grosse Staumauer der Grande Dixence, die mit 285 Metern höchste Staumauer der Welt, erbaut mit 6 Mio. Kubikmeter Beton. Sie ist an ihrem Fusse ebenso breit wie die Cheops-Pyramide, aber doppelt so hoch und voluminös. Sie staut 400 Mio. Kubikmeter Wasser, mit denen 1'600 Mio. kWh elektrische Energie pro Jahr erzeugt werden.

## Veränderungen im Gemeindebestand

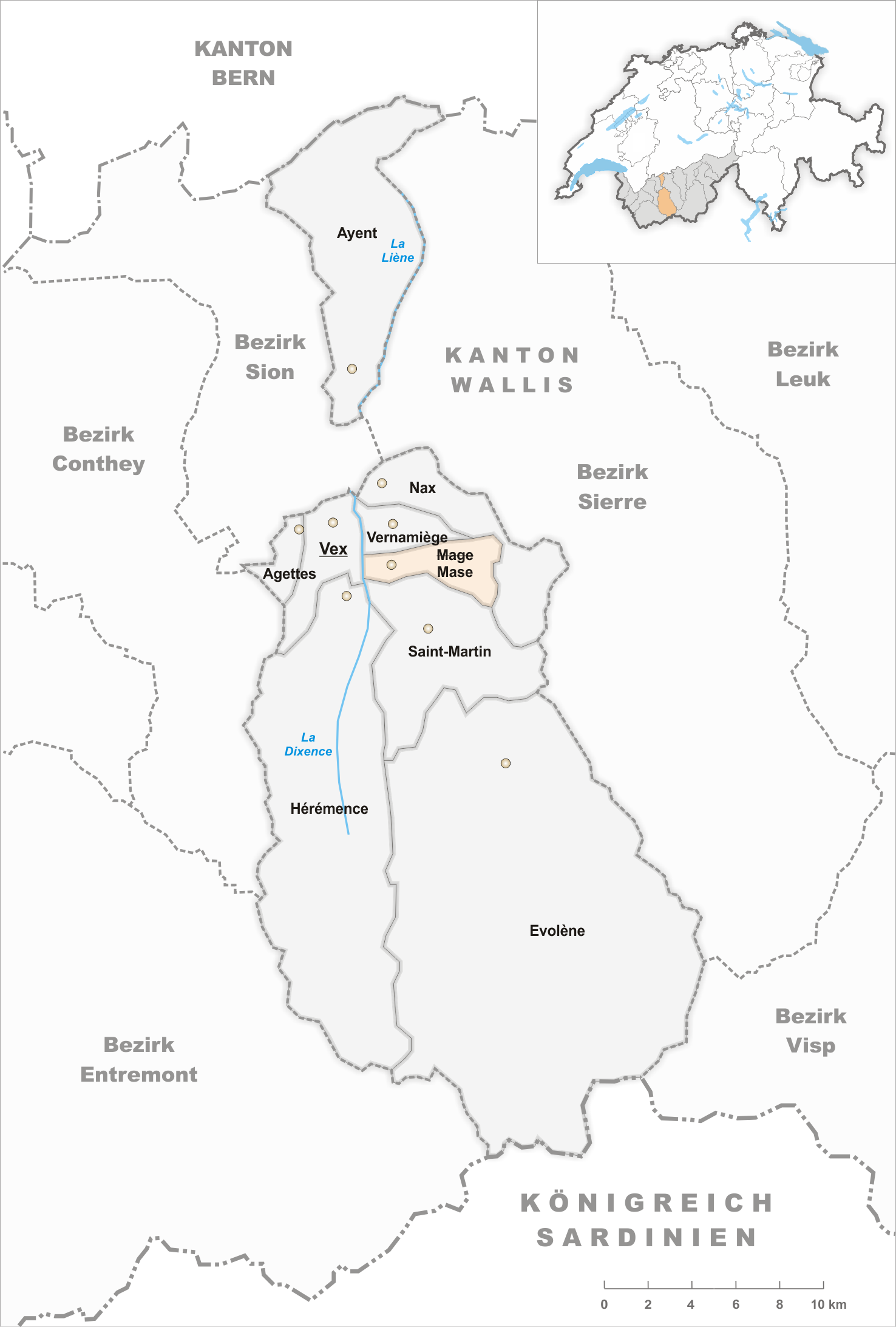
Gemeinden bis 1901
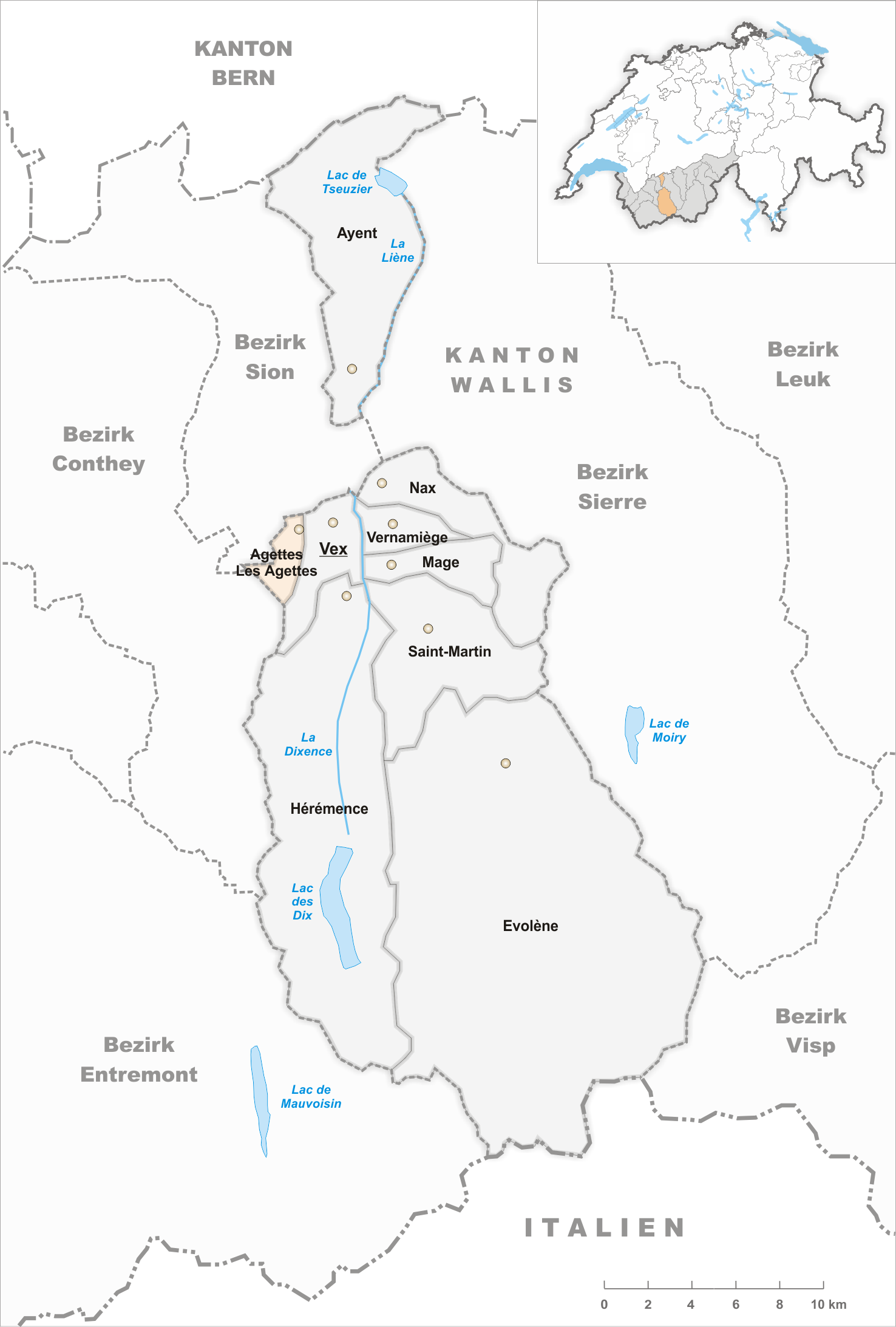
Gemeinden bis 1964
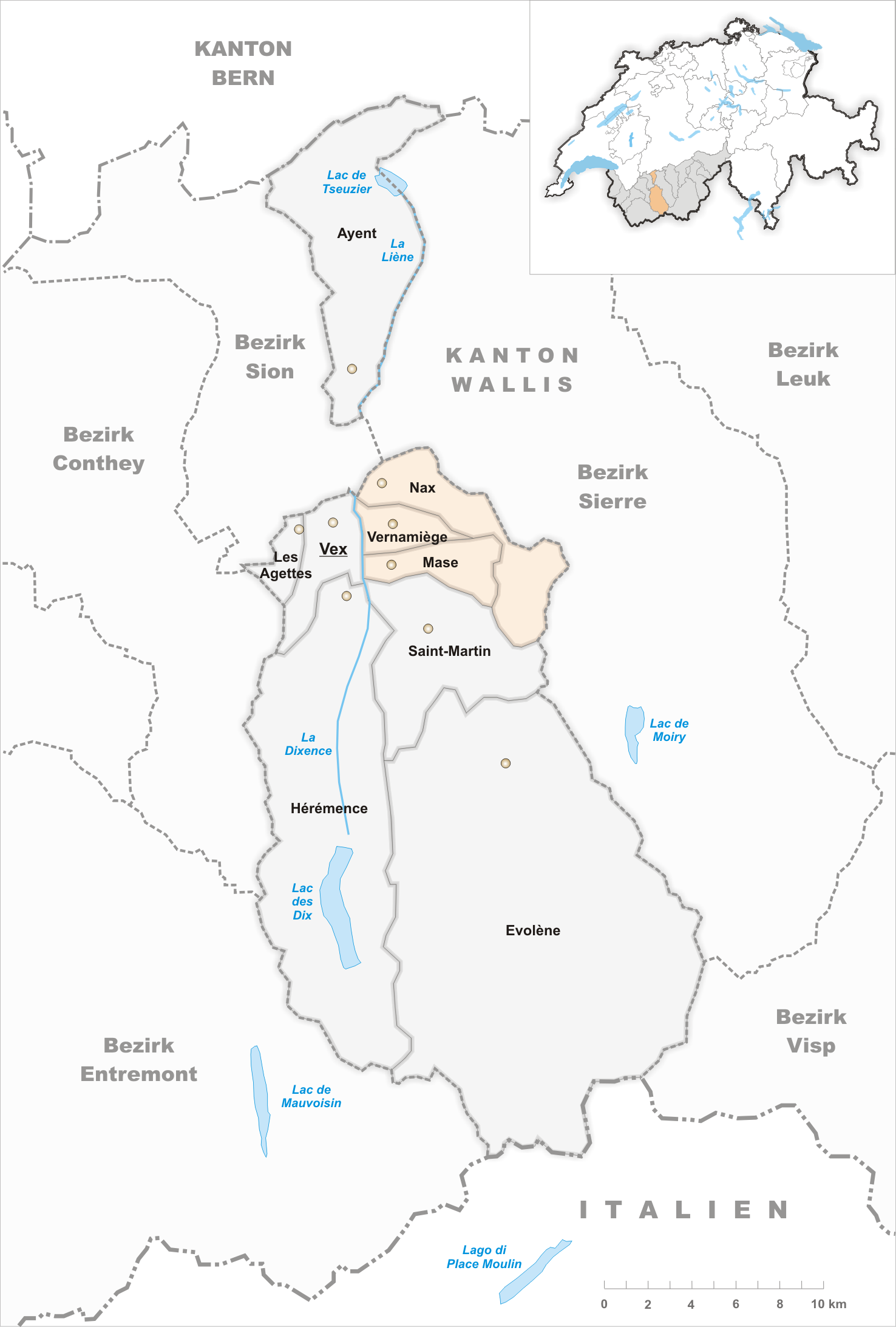
Gemeinden bis 2010
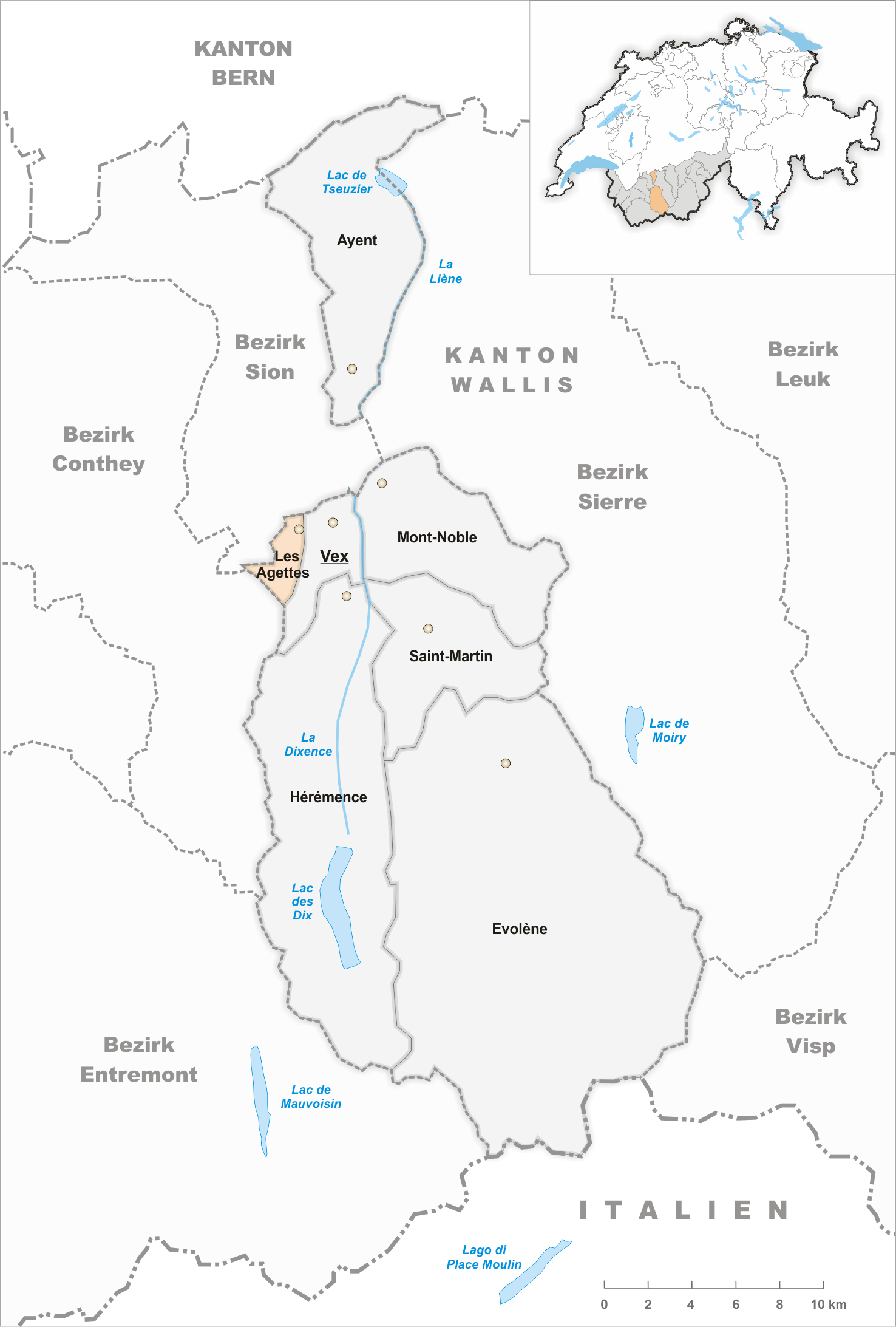
Gemeinden bis 2016

- 1902: Namensänderung Mage → Mase
- 1965: Namensänderung Agettes → Les Agettes

- 2011: Fusion Mase, Nax und Vernamiège → Mont-Noble
- 2017: Fusion Les Agettes und Sitten → Sitten